# El Olmillo
El Olmillo es una localidad perteneciente al municipio de Aldeonte, en la provincia de Segovia, comunidad autónoma de Castilla y León, España. En 2023 contaba con 33 habitantes.En su término se encuentra el caserío de Covachuelas, de menor tamaño y antiguo barrio.

## Historia
A pesar de citarse en ocasiones su fundación alrededor de 1700 como pedanía de El Olmo, las referencias documentales y arqueológicas fácilmente demuestran su origen al menos medieval.
En el documento más antiguo que atestigua la existencia de El Santo Hospital de la Caridad de San Cristóbal (casa de niños expósitos) en la Villa de Sepúlveda hace referencia por un deslinde de sus fincas en este municipio a la existencia en 1428 de los núcleos de El Olmillo (entonces San Cristóbal de las Dehesas) y Covachuelas (entonces San Cristóbal de Covachuelas).
En la capilla del hospital había sendas hornacinas con las efigies de San Luis Gonzaga, y la de San Francisco Javier. Esos mismos santos se veneraban en la parroquia de San Cristóbal, del pueblo del Olmillo y su anejo de Covachuelas [antes San Cristóbal de las Covachuelas], lo cual nos consta por haber sido indulgenciados con cuarenta días, en su visita pastoral a la parroquia de San Sebastián de Sepúlveda, por el obispo Alonso-Marcos de Llanes y Argüelles.
En el siglo XVI ya aparece como Olmillo, unida en lo eclesiástico a la vecina Covachuelas y dependiendo de la Iglesia de San Sebastián de Sepúlveda.
El territorio es repoblado durante la Reconquista por la Comunidad de Villa y Tierra de Sepúlveda, quedando encuadrado dentro del Ochavo de las Pedrizas y Valdenavares. Antiguamente se usó la denominación de San Cristóbal de las Covachuelas o San Cristóbal de Barbolla, antes del nombre actual, diminutivo del pueblo próximo El Olmo, anejo de Barbolla y de mayor tamaño.
En el reparto de rentas del cabildo de 1247 aparece mencionado por primera vez como Sant Christoval de Barvolla.
Ya en el siglo XVIII, el Catastro de Ensenada habla de El Olmillo y Cobachuelas compartiendo municipio, continuando dentro del mencionado ochavo.
A mediados del siglo XIX, el lugar tenía contabilizada una población de 105 habitantes. Aparece descrito en el decimosegundo volumen del Diccionario geográfico-estadístico-histórico de España y sus posesiones de Ultramar de Pascual Madoz de la siguiente manera:

OLMILLO (el): l. que por real órden de 1.º de enero de 1847 forma ayunt. con Aldeonte (1/2 leg.), en la prov. y dióc. de Segovia (9 3/4), part. jud. de Sepulveda (3/4), aud. terr. de Madrid (20), c. g. de Castilla la Nueva. sit. en terreno llano, le combaten todos los vientos, en particular el O.: su clima es frio, y sus enfermedades mas comunes pulmonías y dolores de costado: tiene 25 casas de mala construccion distribuidas en 2 barrios, titulados el Olmillo y Cobachuelas, 18 en el 1.º y 7 en el 2.°; hay escuela de instruccion primaria comun á ambos sexos á la que concurren 10 niños y 4 niñas que se hallan á cargo de un maestro, dotado con 8 fan. de trigo por los padres de sus discípulos; una fuente de buenas y abundantes aguas de las cuales se utilizan los vec. para sus usos, y una igl. parr. (San Cristóbal) con curato de entrada y provision ordinaria: hay una ermita, San Lorenzo lebita y mártir, ayuda de parr., y el cementerio está en parage que no ofende la salud piibbca. Confina el térm. N. Navares de Ayuso y Aldeonte; E. Barbolla; S. Duraton y el Olmo, y O. Sepulveda; se estiende 1/4 leg. de N. á S. y 1/4 de É. á O. y comprende un pequeño monte de encina, un plantío de álamos blancos, una dehesa de buenos pastos y algunas prados que crian regular heno: atraviesa el térm. un arroyo titulado Navares de las Cuevas, el que se une al r. Duraton: el terreno es de mediana calidad. caminos: los que dirigen á los pueblos limítrofes, en regular estado: el correo se recibe de la cab. del part. por los que van al mercado. prod.: trigo, cebada, centeno, algarrobos, garbanzos, patatas y pastos; mantiene ganado lanar, vacuno, yeguar y asnal; cria caza de liebres, conejos, perdices y otras aves, y pesca de bermejuelas y cangrejos. ind.: la agrícola y un molino harinero: el comercio esta reducido á la esportacion de los frutos sobrantes para los mercados de Sepulveda, é importacion de los art. de que se carece. pobl.: 29 vec., 105 alm. cap. imp.: 30,671 rs. contr. segun el cálculo general y oficial de la prov. 20'72 por 100.
(Madoz, 1849, p. 255)

## Geografía

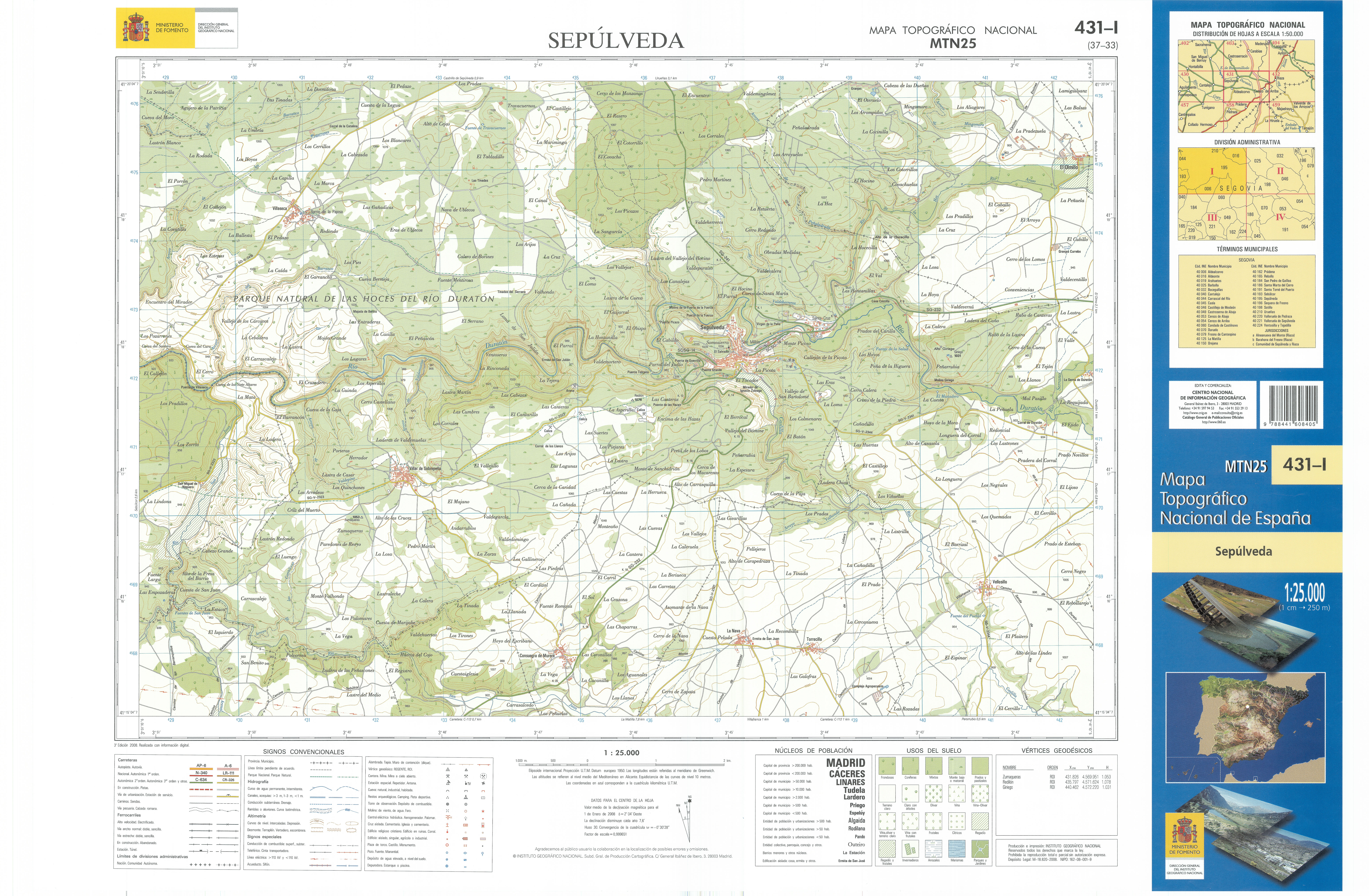
Hoja 431-I del Mapa Topográfico Nacional de España a escala 1:25 000 de 2008 en la que se representa parte de El Olmillo

Su término es un enclave del municipal de Aldeonte, que con orografía arriscada con algunas zonas boscosas, es atravesado por el río de la Hoz. Con Sepúlveda a 4 km y la capital municipal se encuentra a 3 km al noreste, más próximas están Barbolla a 1 km al este y la pedanía de Covachuelas 2,3 km al oeste. La localidad es atravesada por una carretera rural que la conecta con Barbolla y la SG-232 (nexo de la SG-205 y la A-1).

## Demografía
| -             | 63 | 57 | 57 | 51 | 46 | 38 | 36 | 36 | 33 | 33 | 33 |
| (Fuente: INE) |    |    |    |    |    |    |    |    |    |    |    |

## Patrimonio
- Ermita románica de San Lorenzo. El peligro que supone se posible desaparición y el abandono institucional la llevó a ser incluida en la Lista roja de patrimonio en peligro el 2 de junio de 2009 por la asociación de utilidad pública Hispania Nostra. Está situada en un altozano a las afueras del pueblo sobre el arroyo de la Hoz o de Mariaceite, hoy se utiliza como cementerio.[9][10]
- Iglesia de San Cristóbal, fue rehabilitada en 1933 tras un incendio.
- Antigua cruz de piedra.
- Casa blasonada de la condesa Catalina de Contreras, con su bodega conectada a la Cueva La Mina según la leyenda.
- Antiguo molino hidráulico.
- Puente medieval rehabilitado junto a una antigua fuente, en el camino hacia Sepúlveda.
- Dos de hornos comunitarios en ruinas.
- Dos antiguos palomares.
- Varios chozos de pastores o vaqueros en la lastra o monte bajo.
- Varias cuevas no visitables en el Cañón de la Hoz de la Hocecilla: La Mina, Gitana, el Rojo y Lavá.[11][3][4]

## Fiestas
- Santa Águeda, el primer sábado de febrero.
- San Cristóbal, el fin de semana más próximo al 10 de julio.
- Dulce Nombre de María, el tercer domingo de septiembre.[11]Esta denominación, según algunos habitantes de la localidad de principios del siglo XX, no siempre fue así antes podría hacer referencia a los dolores gloriosos de María. Parece que desde primeros de los ochenta se denomina así.

## Tradiciones
Es tradicional que los pastores enciendan las varetas de los gamones y acudan a la cueva de La Mina, de gran tamaño y unas cinco salas. Allí obtienen de la planta pintura para después marcar a sus ovejas.